# Karl-Åke Asph
Karl-Åke Asph (Avesta, 2 febbraio 1939) è un ex fondista svedese.

## Palmarès

### Olimpiadi invernali
- Oro a Innsbruck 1964 nella staffetta 4 × 10 km.